# Mandy Musgrave
Pour les articles homonymes, voir Mandy et Musgrave.
Mandy Musgrave est une actrice et chanteuse américaine née le 19 septembre 1986 à Orlando en Floride. Elle est connue pour ses rôles dans la série pour adolescents South of Nowhere et la Web-série Girltrash! et le film dérivé : Girltrash: All night Long.

## Biographie
Ses parents ont divorcé quand elle avait deux ans et se sont remis ensemble quand elle avait quatre ans. Elle a une sœur jumelle, Jamie, qui étudie pour devenir architecte et est restée vivre en Floride. Mandy a commencé son métier d'actrice à l'âge de six ans. Elle a obtenu son diplôme en 2004.
Mandy a joué le rôle d'Ashley Davis dans la série South of Nowhere avec sa co-star Gabrielle Christian. C'est d'ailleurs sur le tournage de la série South of Nowhere qu'elle rencontre son futur mari Matt Cohen, qu'elle épouse en 2011.En janvier 2015,ils annoncent attendre leur premier enfant.Le 4 avril 2015,elle met au monde un garçon nommé Macklin. 
Elle a joué en 2007 le rôle de Misty dans Girltrash avec Gabrielle Christian, sa co-star de South of Nowhere.

## Filmographie
- 2007 : Girltrash (websérie)
- 2009 : 90210 : (saison 2 épisode 18) : Alexa
- 2005-2008 : South of Nowhere
- 2006 : Malcolm : (saison 6 épisode 17) : Wendy
- 2014 : Girltrash: All Night Long : Misty Monroe